# D-558-2 (航空機)
D-558-2
国立航空宇宙博物館で展示されているD-558-2（2008年10月27日）。
- 用途：実験機
- 製造者：ダグラス・エアクラフト
- 運用者

  - アメリカ合衆国海軍航空局（英語版）
  - アメリカ航空諮問委員会
- 初飛行：1948年2月4日
- 生産数：3
- 退役：1956年12月20日
- 運用状況：退役・展示中

D-558-2は、アメリカ合衆国の実験機。ダグラス・エアクラフトによってアメリカ合衆国海軍向けに製造され、愛称はスカイロケット（Skyrocket）。
ターボジェットエンジンとロケットエンジンを混載した超音速飛行研究を目的とする航空機である。1953年11月20日、世界初のマッハ2の有人飛行に成功した機体としても知られる。

## 設計・開発
D-558計画の第2段階として、第1段階に当たるジェット機D-558-1に次いで、ジェットとロケットの2種のエンジンを搭載した機体である。
なお、実際に製造されることは無かった第3段階に相当するD-558-3は、第2段階までの研究結果を反映した戦闘用の機体として計画され、モックアップ製造・設計にまで至ったものであり、X-15と似通った設計の機体だった。
D-558-1は明らかにエンジン混載には適しておらず、D-558-2は全く異なった機体として考えられた。1947年1月27日に行われた契約変更は、3機のD-558-1をキャンセルし、新たにD-558-2として3機を発注するものであった。
主翼は35度、尾翼は40度の後退角を付けられ、アルミニウム製となった。機体はマグネシウムを主体として構築された。ジェットエンジンは、ウェスティングハウス・エレクトリック製のJ34-40を採用し、エアインテークは機体側面に設けられた。ジェットエンジンの役割は、離陸から上昇、そして着陸であった。高速飛行には6,000lbf（27kN）の出力を有するリアクション・モーターズのLR8-RM-6が採用された。燃料は、ジェット燃料250USガロン（950L）、アルコール195USガロン（740L）、液体酸素180USガロン（680L）が、機内の燃料タンクに収められた。
操縦席のキャノピーは機体の外面とそろえて一体化したものであり、視界は貧弱だった。後に操縦席は機体から張り出し、キャノピーも一般的な角形に設計が変更された。この変更により機体正面の面積が拡大し、バランスを取るために垂直尾翼は14インチ（36cm）高くなった。D-558-1と同様に、操縦席を含む機体前方は緊急時に切り離すことが可能であり、パイロットは切り離された前方部分からパラシュートを使用して脱出する設計となっている。

## 運用
1948年2月4日、1号機がダグラス社のパイロットであるジョン・F・マーティンにより、カリフォルニア州のミューロック陸軍飛行場において、ジェットエンジンのみを搭載した状態で初飛行した。計画の目標は、遷音速から超音速の速度領域における後退翼機の飛行特性の把握であった。とりわけ、当時の高速機において、離着陸の低速時と急旋回時に顕著な問題となっていたピッチアップ（意図しない機首上げ運動）には注意がはらわれた。
3機は大量のデータを収集した。ピッチアップ、横揺れと縦揺れの結合状態、遷音速から超音速での主翼と尾翼にかかる荷重、揚力、抗力、バフェティング、様々な速度におけるロケットの排気による横方向の安定性といったものがあった。加えて、XF-92A等の同時期の遷音速実験機のデータとの比較も行われた。この結果得られた情報は、ピッチアップの解決に貢献している。
研究飛行は、アメリカ航空諮問委員会のミューロック試験飛行隊によりカリフォルニアで行われ、3機合計313回である。
1号機（37973、NACA 143）は、当初ジェットエンジンのみを装備し、後にロケットエンジンを追加された。1号機の飛行は、ただ1回を除いてダグラス社の契約試験の一環であった。ダグラス社において1949年から1951年まで飛行試験が行われ、ダグラス社での試験が終了した1954年に納入された。1954年から翌年にかけて、ジェットエンジンを取り外し、ロケットエンジンのみによる空中発進仕様に改造された。この仕様による飛行は、1956年9月17日にジョン・マッケイの操縦でただ一度のみ行われたものが知られている。123回の飛行は、マッハ0.85以上における抗力が実際にはより少なかったことを除いて、風洞試験によって示された機体性能を実証した。
2号機（37974、NACA 144）は103回の飛行を行った。1号機と同様に初期はジェットエンジンのみであり、諮問委員会のパイロットであったジョン・H・グリフィスとロバート・A・シャンパイン（Robert A. Champine）は21回の飛行で、対気速度の較正と縦・横方向の安定性と操縦性の試験を行った。この過程で1949年夏にピッチアップ問題が発生し、危険回避のため飛行性能を限定することからエンジニアによって重要視された。その時点から、この問題を解明するための研究へ道筋がつけられた。

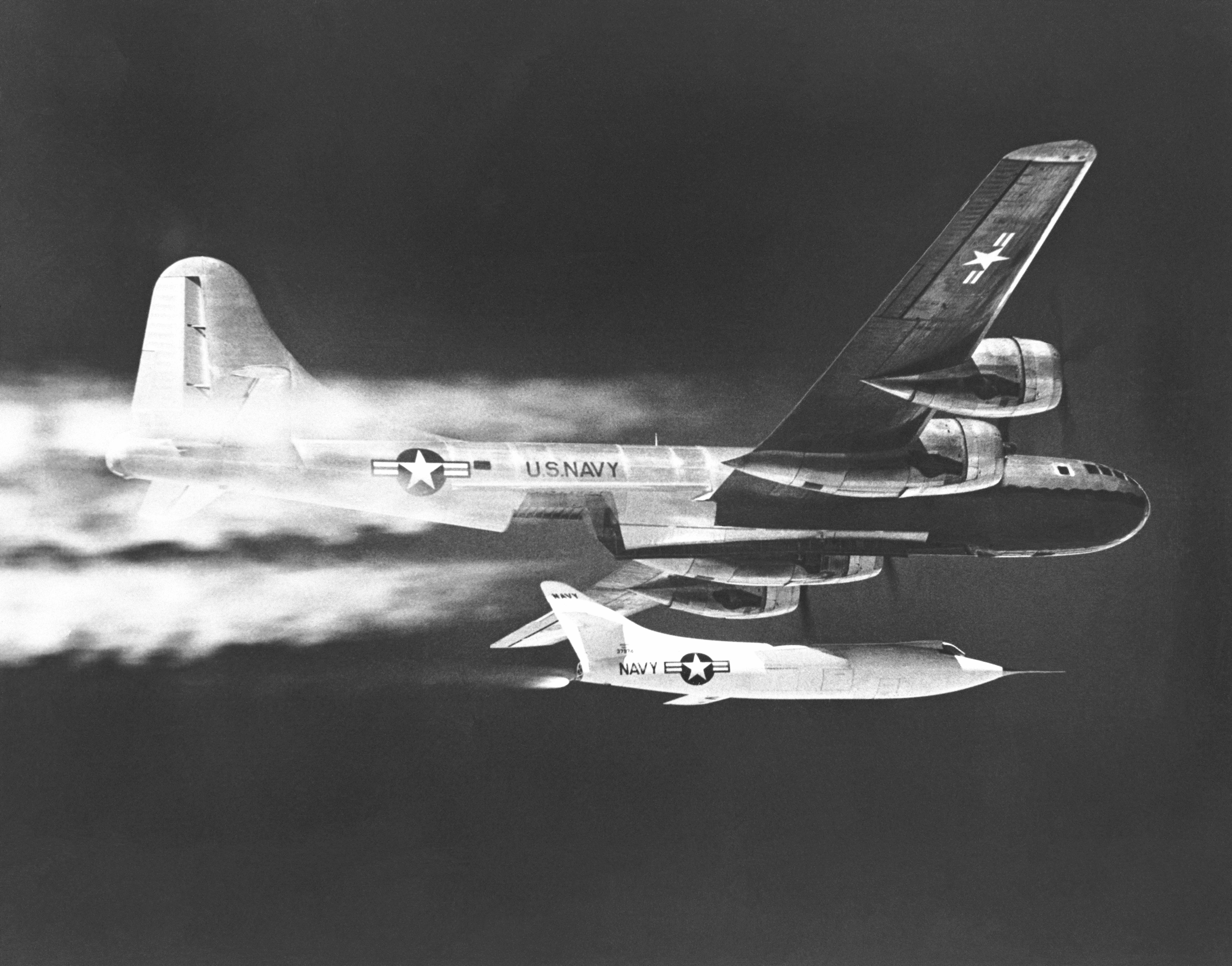
空中発射母機である海軍のP2B 偵察機から切り離されるD-558-2
（1956年の撮影）

1950年、ダグラス社はジェットエンジンをLR-8ロケットエンジンに交換、ビル・ブリッジマンの操縦で7回の飛行が行われた。速度はマッハ1.88に達し、高度79,494フィート（24,230m）に到達した。この高度は非公式ながら世界記録であり、1951年8月15日に達成されている。ロケットエンジンのみの飛行では、B-29の偵察機型であるF-13の海軍仕様型、P2B 偵察爆撃機から改造された機体の下部爆弾倉にD-558-2の機体を取り付けて高度30,000フィート（9,100m）まで上昇し、空中で切り離して単独飛行した。ブリッジマンは、超音速飛行時に横方向の不安定性から来る激しい回転に悩まされた。これは、1951年8月7日のマッハ1.88での飛行よりも、6月の迎角を小さく取りすぎたマッハ1.85の飛行で顕著であった。
1951年9月には、諮問委員会のエンジニアが、諮問委員会が行う研究飛行前に機体の挙動についての調査を行った。続く2年間でアルバート・スコット・クロスフィールドによる20回の飛行を通じて、マッハ1.878までの速度下における機体データを収集した。ここに至り、1953年8月21日にマリオン・カール海兵隊中佐によって、マッハ1.728の速度で非公式世界記録83,235フィート（25,370m）を記録した。この記録が非公式となったのは、国際航空連盟の規定では、自力で離陸を行う必要があったためである。
マリオン・カールの飛行前、高速飛行研究所のチーフであるウォルター・C・ウィリアムズは、諮問委員会本部に対して研究データを集めるためにマッハ2で飛行することは失敗したと申し立てた。最終的にはクロスフィールドがアメリカ合衆国海軍航空局との覚え書きをヒュー・ドライデンに保証したこともあって、通常業務を緩和し、マッハ2での飛行に挑む体制を作り上げた。
8月の飛行に続き、海軍と諮問委員会はカリフォルニア州モハーヴェ近郊の高速飛行研究所でLR-8エンジンの改造を行った。燃焼室に付随するノズルを延長し、排気が超音速飛行時に昇降舵に影響を与えることを回避したことにより、高度70,000フィート（21,300m）、マッハ1.7の環境でエンジン出力が6.5%増大した。さらに、燃料となるアルコールを冷却して搭載量を増やし、機体をワックスがけして抗力を減衰させた。ハーマン・O・エンケンブラック（Herman O. Ankenbruck）が、高度72,000フィート（21,900m）で機体を放出するプランを立案した。そして、1953年11月20日、クロスフィールドの操縦する機体がマッハ2.005（2,078km/h）を記録し、マッハ2を超えた初の有人飛行を成し遂げた。これが、D-558-2がマッハ2を超えた唯一の飛行となった。
その後の飛行は、クロスフィールドと諮問委員会のジョセフ・ウォーカーとジョン・マッケイにより、圧力の配分、構造にかかる負荷、加熱といったデータを収集するために行われた。1956年12月20日の飛行を持って運用を終了、マッケイは遷音速以上の速度域における動的安定性と音圧レベルのデータ収集に寄与している。
3号機（37975、NACA 145）は87回の飛行を行った。1950年11月、21回のダグラス社による飛行がユージーン・F・メイ（Eugene F. May）とビル・ブリッジマンによって行われた。この機体はジェットエンジンとロケットエンジンの混載であり、アルバート・スコット・クロスフィールドとウォルター・ジョーンズ（Walter Jones）によってピッチアップ現象の研究のため、1951年9月から1953年夏まで操縦された。様々なウィングレット、スラット、ストレーキ、遷音速域における水平・上下方向の機動を試した。ウィングレットはピッチアップからの回復に大変有用であり、風洞実験と反対にストレーキは有効ではなかった。スラットを全開にすればピッチアップを抑えることが出来たが、マッハ0.8から0.85の間では効果が無かった。
1954年6月、爆弾、増槽といった機外装備品が遷音速域で機体に与える影響の調査に入った。クロスフィールドにより開始された調査飛行は、マッケイとスタンレー・ブッチャート（Stanley Butchart）によって完遂され、マッケイによる1956年8月28日の飛行が最後となった。
いくつかの記録に加えて、D-558-2のパイロットは重要なデータと知識を収集した。すなわち、遷音速及び超音速飛行における後退翼機の安定して制御可能な飛行に何が有用で、何が有用でないかということである。また、風洞試験と実際の飛行の相関関係を向上させる一助となり、設計者がより能力の高い軍用機、とりわけ後退翼機のそれを設計する能力を高めた。その上、本機や他の実験機から得られた安定性と操縦性といったデータは、センチュリーシリーズの設計に反映され、その全てがX-1とD-558シリーズに共通する可動式の水平尾翼を備えることになった。

## エンジン
空中発進型に改造されるまでは、1号機は出力3000lbf（13kN）のウェスティングハウス J-34-40 ターボジェットエンジンを搭載し、燃料は260USガロン（980L）を内蔵して、離陸重量は10,572lb（4,795kg）であった。
2号機共々空中発進型は、出力6000lbf（27kN）のリアクション・モーターズLR-8-RM-6を搭載、液体酸素345USガロン（1,310L）とエチルアルコール378USガロン（1,430L）とあわせた発進時の総重量は15,787lb （7,161 kg）となった。
3号機はリアクション・モーターズLR-8-RM-5ロケットエンジンとJ-34-40ターボジェットエンジンの双方を搭載、燃料の液体酸素170USガロン（640L）とエチルアルコール192USガロン（730L）、ジェット燃料260USガロン（980L）を合わせた離陸重量は15,266lb（6,925kg）に達した。

## 現存機一覧
| # | 機体番号 | 機体番号   | 飛行回数 | 現状                                         |
| # | 海軍     | 諮問委員会 | 飛行回数 | 現状                                         |
| - | -------- | ---------- | -------- | -------------------------------------------- |
| 1 | 37973    | NACA-143   | 123      | プレーンズ・オブ・フェイム航空博物館で展示。 |
| 2 | 37974    | NACA-144   | 103      | 国立航空宇宙博物館で展示。                   |
| 3 | 37975    | NACA-145   | 87       | アンテロープ・ヴァレー・カレッジで展示。     |

## 要目

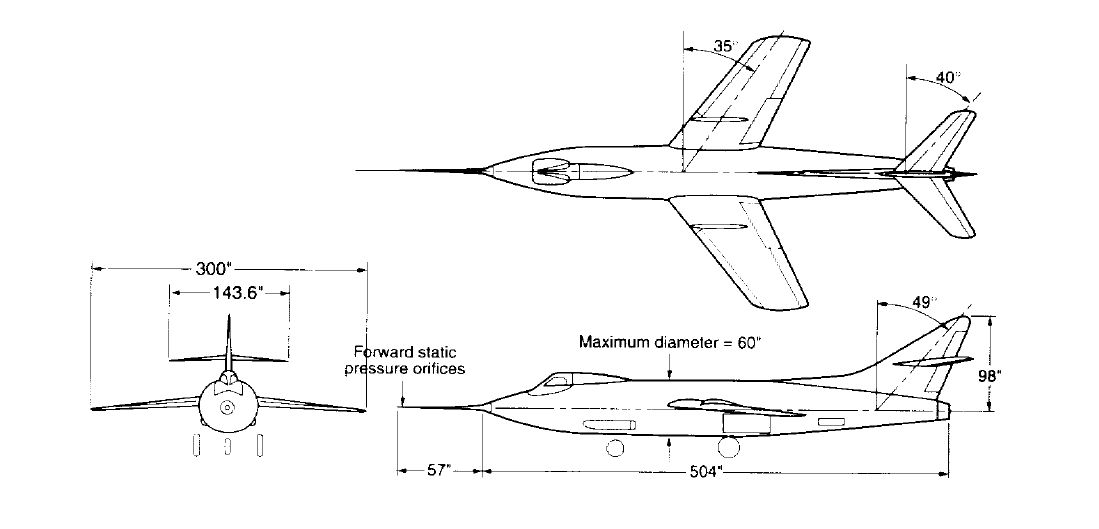
三面図

出典: 
諸元
- 乗員: 1名
- 全長: 12.8 m （42 ft 0 in）
- 全高: 3.8 m （22 ft 8 in）
- 翼幅: 7.6 m（25 ft 0 in）
- 翼面積: 16.2 m2 （175 ft2）
- 空虚重量: 4,273 kg （9,421 lb）
- 最大離陸重量: 6,923 kg （15,266 lb）
- 動力:
  - ウェスティングハウス J34-WE-40（英語版） ターボジェット、13 kN （3,000 lbf）  × 1
  - リアクション・モーターズ XLR-8-RM-5 ロケット、27 kN （6,000 lbf）   × 1

性能
- 最大速度: 1,160 km/h、空中発進時：2,010 km/h （720 mph、 空中発進時：1,250 mph）
- 失速速度: 257.7 km/h （160.1 mph）
- 実用上昇限度: 5,030 m （16,500 ft）
- 上昇率: 6,830 m/分、ロケットエンジンのみ：3,380 m/分 （22,400 ft/分、ロケットエンジンのみ：11,100 ft/分）
- 翼面荷重: 426 kg/m2 （87.2 lb/ft2）
- 推力重量比（ジェット）: 0.39

## 登場作品
『宇宙の怪人』
架空のアメリカ海軍実験機「Y-13」として登場。高高度飛行実験のため、P2B-1S偵察爆撃機に搭載される。ただし、上記以外のシーンで映る機体はX-2となっている。
『ライトスタッフ』
「ダグラス・スカイロケット」として登場。ただし、作中に登場した機体はホーカー ハンターを全面白色のアメリカ空軍実験機塗装としたもので、実物のD-558-2ではない。